# Préfecture de la Kozah
Kozah est une préfecture située dans la région de la Kara au nord Togo.

## Géographie
La préfecture de la Kozah a une superficie de 1 074 km2. Elle est composée de 110 villages regroupés en 15 cantons ou subdivisions : Pya, Tchitchao, Yadé, Bohou, Tcharè, Kouméa, Landa, Soumdina, Lassa, Lama, Djamdè, Atchangbadè, Awandjélo, Kpinzindè et Sara-Kawa,. Elle compte aujourd’hui quatre communes : Kozah 1, Kozah 2, Kozah 3 et Kozah 4.
La Kozah est géographiquement limitée au nord par la préfecture de Doufelgou, au sud par celle d'Assoli, à l'est par la préfecture de Binah et à l'ouest par la préfecture de Bassar.

### Climat

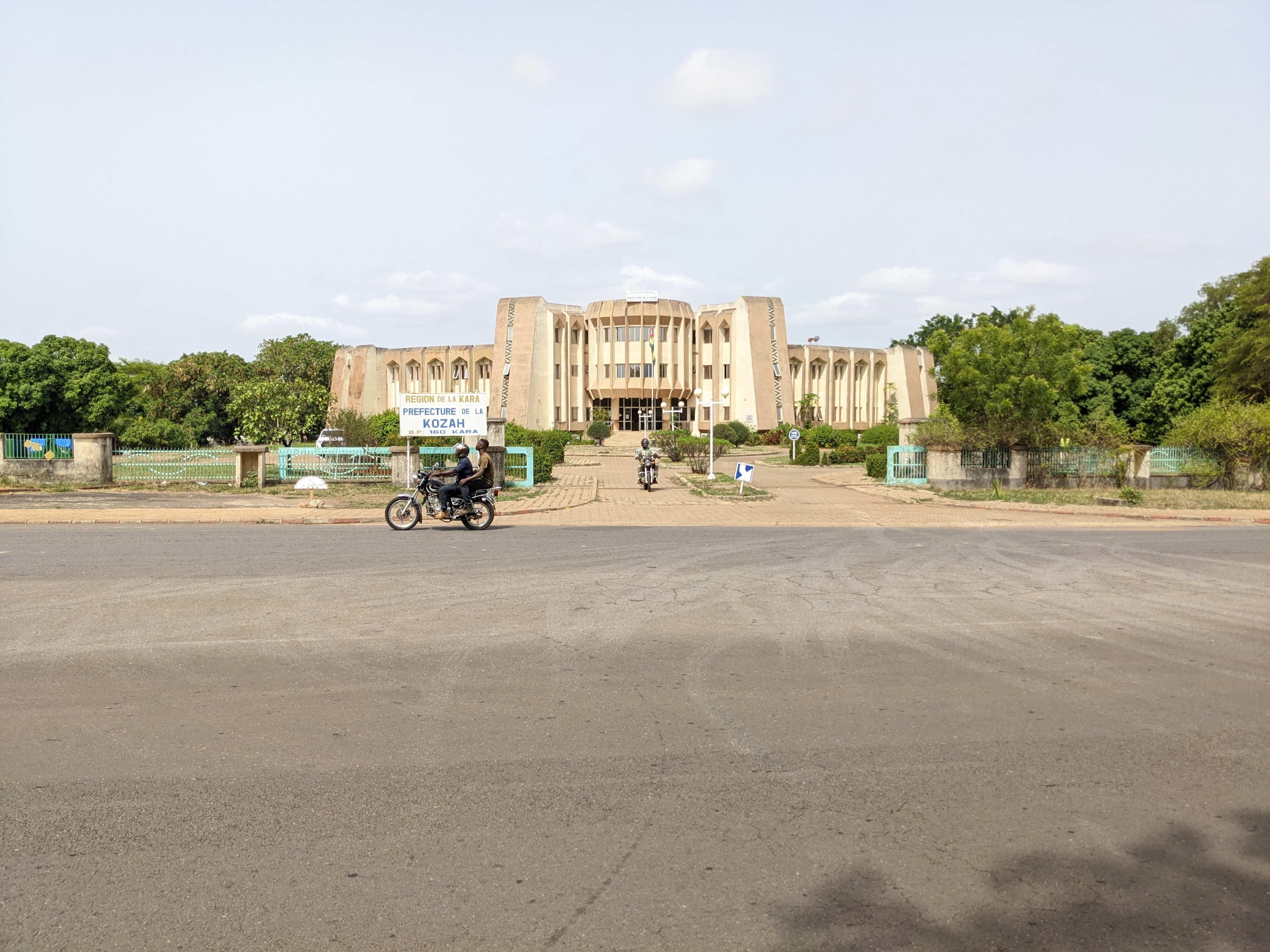
Préfecture de Kozah.

La préfecture jouit d'un climat tropical semi humide caractérisé par l'alternance d'un vent sec et froid (Harmattan) et d'un vent humide et chaud (Mousson).

## Population
La préfecture de la Kozah à une population estimée à plus de 283 738 habitants.